# Alex da Kid
Alexander Grant, conhecido como Alex da Kid (Inglaterra, 27 de Agosto de 1983) é um produtor musical de hip-hop. Produziu para artistas como Nicki Minaj, B.o.B, Eminem, Rihanna, Avril Lavigne, Imagine Dragons entre outros.

## Biografia

### Nascimento
Tinha dezanove anos de carreira profissional como futebolista quando um amigo lhe introduziu um programa para misturar beats conhecido como "Fruity Loops" que foi a ajuda inicial para o início da carreira do produtor.

## Discografia

### Singles produzidos
| Ano  | Single                                          | Posição nas paradas | Posição nas paradas | Posição nas paradas | Posição nas paradas | Posição nas paradas | Álbum                                       |
| Ano  | Single                                          | EUA Hot 100         | EUA R&B             | EUA Rap             | EUA Pop             | UK Charts           | Álbum                                       |
| ---- | ----------------------------------------------- | ------------------- | ------------------- | ------------------- | ------------------- | ------------------- | ------------------------------------------- |
| 2008 | "Hello Heartbreak" (Michelle Williams)          | –                   | –                   | –                   | –                   | –                   | Unexpected                                  |
| 2010 | "Massive Attack" (Nicki Minaj com Sean Garrett) | 122                 | 65                  | –                   | –                   | –                   | Pink Friday                                 |
| 2010 | "Airplanes" (B.o.B com Hayley Williams)         | 2                   | 65                  | 2                   | 2                   | 1                   | B.o.B Presents: The Adventures of Bobby Ray |
| 2010 | "Love the Way You Lie" (Eminem com Rihanna)     | 1                   | 7                   | 1                   | 1                   | 2                   | Recovery                                    |